# Nicole Malliotakis
Nicole Malliotakis, née le 11 novembre 1980 à New York (États-Unis), est une femme politique américaine. Membre du Parti républicain, elle est membre de l'Assemblée de l'État de New York entre 2011 et 2012 puis de 2013 à 2020 et la candidate républicaine aux élections municipales de 2017 à New York contre le maire sortant Bill de Blasio, qui l'emporte à nouveau.
En 2020, elle est élue à la Chambre des représentants en battant le démocrate sortant Max Rose.

## Biographie
Nicole Malliotakis est née le 11 novembre 1980 à Manhattan, à l'hôpital de Lenox Hill, d'une mère cubaine et d'un père grec. Ses parents vivent alors dans un appartement de l'Upper East Side, au niveau de la 56e rue. Lorsque Nicole Malliotakis est âgée de deux ans, la famille déménage à Staten Island, à la suite de l'achat d'une maison dans le quartier de Great Kills (en). Elle est élevée dans la foi grecque orthodoxe.
Elle est diplômée d'un Bachelor's degree of Arts en communication de l'université Seton Hall et d'un MBA du Wagner College.
En avril 2017, elle annonce sa candidature à l'élection de novembre pour le poste de maire de New York. En juin, elle devient la candidate du Parti républicain, après que son dernier rival pour une potentielle primaire ait retiré sa candidature. L'électorat étant à très large majorité démocrate, elle prend pendant la campagne ses distances avec le président Donald Trump, allant jusqu'à déclarer regretter avoir voté pour lui lors de l'élection présidentielle de 2016. Elle ne remporte toutefois que 28 % des suffrages lors de l'élection générale du 7 novembre, contre 66 % pour le maire démocrate sortant Bill de Blasio.
En janvier 2019, elle annonce sa candidature aux élections de 2020 dans le onzième district congressionnel, pour affronter le démocrate Max Rose qui avait repris le district à un républicain en 2018. Elle remporte la primaire républicaine du 23 juin 2020. Lors de l'élection générale du 3 novembre, elle remporte le siège contre Rose. 
Elle est réélue pour un second mandat lors des élections de 2022, après avoir de nouveau battu Max Rose.

## Source
- (en) Cet article est partiellement ou en totalité issu de l’article de Wikipédia en anglais intitulé « Nicole Malliotakis » (voir la liste des auteurs).